# Șarlaiivka, Șîșakî
Șarlaiivka (în ucraineană Шарлаївка) este un sat în comuna Hoholeve din raionul Șîșakî, regiunea Poltava, Ucraina.

## Demografie
Componența lingvistică a localității Șarlaiivka
     Ucraineană (97,78%)
     Rusă (2,22%)
Conform recensământului din 2001, majoritatea populației localității Șarlaiivka era vorbitoare de ucraineană (97,78%), existând în minoritate și vorbitori de rusă (2,22%).